# Ambasada Republicii Polone la București
Ambasada Republicii Polone la București – misiunea diplomatică poloneză în capitala României.

## Organizare
- Secția Politico-Economică
- Secția Consulară
- Secția Administrativ-Financiară
- Atașatul Apărării

## Consulate onorifice
- Consulatul Onorific al Republicii Polone la Brașov – Consul Onorific Janusz Szaliński
- Consulatul Onorific al Republicii Polone la Cluj-Napoca – Consul Onorific Mihaela-Monica Călușer

## Istoria misiunii diplomatice
Stabilirea oficială a relațiilor diplomatice dintre Polonia și România a avut loc odată cu depunerea scrisorilor de acreditare de către contele Aleksander Skrzyński regelui Ferdinand I în data de 22 iunie 1919. Această dată este considerată și începutul oficial al funcționării Legației Poloneze în Regatul României. 
După izbucnirea celui de-al Doilea Război Mondial, Ambasada sub conducerea lui Roger Raczyński a jucat un rol important în evacuarea autorităților civile și militare poloneze în România. Misiunea a avut grijă de zeci de mii de refugiați polonezi internați pe teritoriul României. De asemenea, a contribuit ulterior în mare măsură la demararea acțiunii de evacuare, în cadrul căreia mulți reprezentanți ai statului polonez, în frunte cu președintele Ignacy Mościcki, au părăsit teritoriul României.
De la începutul anului 1940, misiunea s-a confruntat cu dificultăți tot mai mari din cauza presiuniilor în creștere ale Germaniei asupra autorităților române. La 4 noiembrie 1940 a avut loc închiderea definitivă a misiunii, evacuarea personalului diplomatic și, în consecință, ruperea relațiilor diplomatice. După încheierea celui de-al Doilea Război Mondial, relațiile diplomatice au fost restabilite la 13 august 1945. La 8 aprilie 1946, însărcinat cu afaceri al ambasadei Stefan Wengierow a prezentat Ministerului Afacerilor Externe scrisori de introducere.
În perioada interbelică, Ambasada de la București a găzduit o serie de distinși diplomați și reprezentanți ai celei de-a Doua Republici Polone. Din octombrie 1921 până în noiembrie 1922, funcția de atașat militar la București a fost îndeplinită de colonelul Bolesław Wieniawa-Długoszowski – adjutantul mareșalului Piłsudski, unul dintre cele mai interesante personaje ale celei de-a Doua Republici Polone, ulterior ambasador la Roma. 
De asemenea, în perioada imediat premergătoare izbucnirii celui de-al Doilea Război Mondial, pe post de secretar personal al ambasadorului Roger Raczyński a venit la București Jerzy Giedroyć, cunoscut mai târziu drept fondator al celebrului lunar polonez “Kultura”, publicat de emigranții din Polonia comunistă. Giedroyć a rămas în capitala României după evacuarea personalului diplomatic și a condus Biroul Polonez pe lȃngă Legația Chile, căruia i-a fost încredințată reprezentarea intereselor poloneze în România. Giedroyć a părăsit Bucureștiul împreună cu diplomații britanici în februarie 1941, după ce Marea Britanie a rupt relațiile diplomatice cu România.

## Sediul Ambasadei
După acreditarea oficială a trimisului Aleksander Skrzyński în iunie 1919, legația poloneză a obținut un sediu pe Calea Victoriei. În clădirea cu nr. 129, cunoscută până astăzi sub numele de Casa Hristu, reprezentanța poloneză a funcționat până în 1924. Pentru următorii patru ani, legația s-a mutat în casa de la Șoseaua Kiseleff nr. 49 (în prezent nr. 47), deținută de un diplomat și ulterior de două ori ministru de externe al Regatului României – Nicolae Titulescu.
Creșterea prețurilor chiriilor pe piața imobiliară din București a determinat autoritățile poloneze să ia decizia de a achiziționa un imobilul destinat sediului legației. A fost aleasă proprietatea de pe Aleea Alexandru 23 (atunci 21), construită în 1916, adresa la care legația s-a mutat în 1928. Ȋn data de 11 iulie 1929 a fost finalizată tranzacția de cumpărare în valoare de 14 milioane de lei.

## Reprezentanțe istorice ale Republicii Polone în România
În perioada interbelică, pe teritoriul Regatului României au funcționat oficii consulare în următoarele orașe:
- Brăila: consulat onorific (1927–1930, 1937–1939)
- Cernăuți: consulat onorific (1919–1920), consulat (1921–1940)
- Galați: consulat (1920–1931), filială a Consulatului Republicii Polone din București (1933–1934), consulat onorific (1935–1940)
- Chișinău: consulat onorific (1919–1922), consulat (1923–1940)
- Cluj: agenție consulară (1936–1940)
- Constanța: consulat onorific (1935–1939)

## Reprezentanții diplomatici ai Republicii Polone în România
| 1919 -1940 (închiderea misiunii) |   |              |                                          |
| 22 VI 1919                       | – | 2 V 1923     | Aleksander Skrzyński (trimis)            |
| 16 XII 1922                      | – | 2 V 1923     | Paweł Jurjewicz (însărcinat cu afaceri)  |
| 21 V 1923                        | – | 13 XI 1923   | Paweł Jurjewicz (trimis)                 |
| 13 XII 1923                      | – | 18 XII 1926  | Józef Wielowieyski (trimis)              |
| 9 V 1927                         | – | 4 XI 1932    | Jan Szembek (trimis)                     |
| 2 II 1933                        | – | 30 IV 1938   | Mirosław Arciszewski (trimis)            |
| 31 V 1938                        | – | 5 XI 1940    | Roger Raczyński (ambasador)              |
| Od 1946                          |   |              |                                          |
| 8 IV 1946                        | – | 14 VIII 1947 | Stefan Wengierow (însărcinat cu afaceri) |
| 14 VIII 1947                     | – | 15 I 1951    | Piotr Szymański (ambasador)              |
| 13 II 1951                       | – | 31 V 1955    | Wojciech Wrzosek (ambasador)             |
| 10 VI 1955                       | – | 4 IX 1957    | Jan Izydorczyk (ambasador)               |
| 5 XI 1957                        | – | 30 III 1963  | Janusz Zambrowicz (ambasador)            |
| 26 IV 1963                       | – | 1 II 1968    | Wiesław Sobierajski (ambasador)          |
| 13 II 1968                       | – | 4 X 1973     | Jaromir Ochęduszko (ambasador)           |
| 15 XI 1973                       | – | 10 V 1979    | Władysław Wojtasik (ambasador)           |
| 12 VI 1979                       | – | 28 I 1981    | Jerzy Kusiak (ambasador)                 |
| 3 III 1981                       | – | 23 VI 1983   | Bolesław Koperski (ambasador)            |
| 19 VIII 1983                     | – | 21 V 1988    | Bolesław Stachura (ambasador)            |
| 11 VII 1988                      | – | 24 VII 1990  | Jerzy Woźniak (ambasador)                |
| 7 IX 1991                        | – | 27 IX 1992   | Zygmunt Komorowski (ambasador)           |
| 26 III 1993                      | – | 9 VII 1999   | Bogumił Luft (ambasador)                 |
| 9 IX 1999                        | – | 26 IX 2003   | Michał Klinger (ambasador)               |
| 3 X 2003                         | – | 4 IX 2008    | Jacek Paliszewski (ambasador)            |
| 7 IX 2008                        | – | 29 X 2010    | Wojciech Zajączkowski (ambasador)        |
| 13 VI 2011                       | – | 17 VII 2015  | Marek Szczygieł (ambasador)              |
| 10 IX 2015                       | – | 31 VIII 2019 | Marcin Wilczek (ambasador)               |
| 29 VII 2020                      | – | 5 II 2023    | Maciej Lang (ambasador)                  |
| VIII 2023                        | – |              | Paweł Soloch (ambasador)                 |